# U.C.R. Concurrencista
La Unión Cívica Radical- Tucumán o Concurrencista fue un desprendimiento de la Unión Cívica Radical, que tuvo un desempeño político en la provincia de Tucumán, entre los años 1935 y 1945. 

## Orígenes e historia
La Unión Cívica Radical Concurrencista surgió del rechazo de los representantes tucumanos en la Convención Nacional del radicalismo reunida en la ciudad de Santa Fe, el 27 de diciembre de 1933, bajo los auspicios de Marcelo T. de Alvear decidió la continuidad de la abstención electoral contra el régimen fraudulento del gobierno de Agustín Pedro Justo. La Junta de Gobierno de la U.C.R. Distrito Tucumán emitió una proclama, el 9 de enero de 1934, convocando a todos los afiliados radicales a un plebiscito para decidir el levantamiento o la continuidad de la abstención electoral partidaria con vistas a las próximas elecciones provinciales para elegir diputados, convocadas para marzo de 1934. 
En ese momento, presidía la provincia, el conservador Juan Luis Nougués, quien pronto enfrentó a los industriales azucareros por el cobro de impuestos a cada bolsa de azúcar producido por los Ingenios, medida que fue suspendida por la Corte Suprema de Justicia de la Nación. Ante la oposición de la Legislatura, Nougués intentó disolverla mediante el uso de las fuerzas policiales, lo que generó un escándalo nacional y precipitó la decisión del Congreso Nacional y del Poder Ejecutivo de intervenir la provincia, el 24 de mayo de 1934. La Intervención Federal de Ricardo Solá convocó a elecciones para elegir gobernador para diciembre de 1934,en las cuáles los radicales tucumanos ratificaron su desobediencia al Comité Nacional de la U.C.R., presentando dos candidaturas a la gobernación, la de exgobernador Miguel Mario Campero y la candidatura de Eudoro Araoz.  
Con el triunfo de los radicales frente a los conservadores que llevaban como candidato a José Padilla, se inauguró una etapa de predominio radical en la vida política tucumana que se extenderá hasta 1943. Formalmente, los radicales tucumanos quedaron desligados de la U.C.R. Nacional, salvo una fracción liderada por Alberto Barros y José Lozano Muñoz, quienes permanecieron fieles al liderazgo de Alvear. Los radicales rebeldes constituyeron formalmente la U.C.R. Tucumán, cuya presidencia recayó en manos del industrial azucarero,Manuel García Fernández, propietario del Ingenio Bella Vista, en el departamento Leales, quien articuló una red de patronazgo electoral y como actor de presión política en los gobiernos de Miguel Campero y de Miguel Critto.
Manuel García Fernández, junto los otros industriales azucareros, Ramón Paz Posse, Rufino Cossio y Fernando Prat Gay  fueron los principales financistas de las campañas electorales del concurrencismo, lo que generó rechazos por parte de otros sectores internos en contra de los "paganini".
La preponderancia de los industriales azucareros en el manejo del partidario fue conflictiva al momento de la actuación de los diputados y senadores concurrencistas en el Congreso Nacional. Si bien, los diputados elegidos en 1934 declararon su adhesión al bloque de la U.C.R., a partir de 1938, los concurrencistas tucumanos comenzaron a votar con el bloque de la Concordancia. Otro momento de crisis interna sucedió en 1937 cuando un ala del partido, presidida por Manuel García Fernández apoyaron la fórmula presidencial de la Concordancia  integrada por Roberto Marcelino Ortiz y Ramón S Castillo, mientras el resto de los concurrencistas se alinearon detrás de la fórmula de la UCR Nacional, integrada por Marcelo T. de Alvear y Enrique Mosca. En la provincia de Tucumán, triunfó la fórmula radical por sobre la de la Concordancia, lo que provocó la acusación hacia el gobernador Miguel Campero, de su parcialidad en las elecciones. La división partidaria se agudizó en 1940, cuando la Legislatura tucumana dominada por los concurrencistas, rechazó la designación de Miguel Mario Campero como senador nacional, reemplazándolo por Rufino Cossio. Eso determinó la crisis partidaria, con divisiones internas que se profundizaría en las elecciones provinciales de setiembre de 1942. 
En las elecciones de este año, los concurrencistas se dividieron en tres grupos, dos de los cuáles, - La UCR Tradicionalista y la UCR Frente Popular- quienes impugnaron la influencia de los empresarios azucareros. La imposibilidad de alcanzar la gobernación por tercera vez, la falta de acuerdos en el Colegio Electoral provincial, sumieron en una crisis terminal al concurrencismo. 
La escisión de los radicales concurrencistas tucumanos terminó en noviembre de 1945, cuando se reunificaron con la fracción leal al Comité Nacional de la U.C.R., bajo la intervención partidaria del dirigente cordobés, Mauricio Yadarola.